# Jimmie Logsdon
Jimmie Logsdon (* 1. April 1922 in Panther, Kentucky; † 7. Oktober 2001), auch als Jimmie Lloyd bekannt, war ein US-amerikanischer Country- und Rockabilly-Musiker. Logsdon war vor allem als Songschreiber erfolgreich.

## Leben

### Kindheit und Jugend
Logsdon reiste in seiner Kindheit viel umher, da sein Vater eine Zeitlang im Zirkus arbeitete. Später wurde er Pfarrer und Logsdon begann daher mit seiner Schwester Mary Jean ab seinem zwölften Lebensjahr im Kirchenchor zu singen. Als die Familie nach Südost-Kentucky zog, wurde der vorher vor allem vom Gospel beeinflusste Logsdon nun auch dem ländlichen Country und Blues ausgesetzt. Später hörte er auch Rhythm and Blues sowie populäre Musik von Glenn Miller. In der High-School-Band spielte Logsdon Klarinette und lernte auch Gitarre.

### Karriere
Im Herbst 1940, kurz nach seinem Schulabschluss, heiratete Logsdon und wurde 1944 in die US Air Force berufen. Während seiner Militärzeit in San Antonio, Texas, hörte er Honky-Tonk-Stars wie Ernest Tubb und es war hier, wo er den Entschluss fasste, professioneller Musiker zu werden.
Nach zwei Jahren Militärdienst zog Logsdon in die Nähe von Louisville. In LaGrange, Kentucky, eröffnete er seinen eigenen Plattenladen und nahm mit einem alten Aufnahmegerät einige Demos auf. Schnell stellte er eine eigene Band zusammen und reiste nach Cincinnati, Ohio, und spielte für Harvest Records seine ersten Platten ein. Die Aufnahmen wurden in dem gleichen Studio gemacht, in dem Hank Williams zwei Jahre zuvor seinen berühmten Lovesick Blues aufgenommen hatte. 1952 tourte Logsdon sogar mit Williams und freundete sich mit ihm an. Williams versuchte Logsdon einen Plattenvertrag in Nashville zu verschaffen und noch im selben Jahr unterzeichnete er bei Decca Records. Nach dem frühen Tod seines Freundes nahm Logsdon den Tribut The Death of Hank Williams / Hank Williams Sings The Blues No More auf.
1953 begann seine Karriere im Radio erfolgreich zu werden. Seinen Durchbruch erlangte Logsdon mit der Country & Music Show auf WHAS-TV. Zudem hatte er eine eigene Radioshow, in der er Stars wie Jim Reeves, Porter Wagoner, Elvis Presley, Merle Travis, Boyd Bennett, Les Paul und viele weitere interviewte.
Seine Platten verkauften sich jedoch nicht annähernd so gut. Logsdon verließ Decca 1955 und war für kurze Zeit bei Dot Records unter Vertrag, wo sich der Erfolg aber auch nicht einstellte. 1957 entschied sich Logsdon, als „Jimmie Lloyd“ dem Rockabilly zuzuwenden. Sein Freund Vic McAlpin besorgte ihm einen Vertrag bei dem unabhängigen Label Roulette Records. Seine erste Single wurde Where The Rio de Rosa Flows, die er bereits in San Antonio geschrieben hatte. In manchen Regionen wie Memphis, Tennessee, wurde der Song ein Hit, der auch von Carl Perkins, Ray Scott und Ken Copeland gecovert wurde. Es folgte im April 1958 eine zweite Rockabilly-Single I Got A Rocket In My Pocket, die er zusammen mit McAlpin geschrieben hatte. Als auch diese Platte nicht in die Top-100 wollte, kündigte man Logsdon den Vertrag, der erkannte, dass er für Rockabilly bereits zu alt war.
In den 1960er-Jahren konzentrierte Logsdon sich auf seine Arbeit als Disc Jockey und schrieb einige Hits für Johnny Horton, Carl Perkins und den Jazz-Musiker Woody Herman. 1963 veröffentlichte er ein Album bei King Records. 1981 spielte er in Cincinnati die Rockabilly-LP Now and Then I Think of the 50‘s. Produzent war Rusty York, der auch Mundharmonika auf dem Album spielte. 1993 veröffentlichte Bear Family Records ein Album mit Logsdon Werken aus den 1950er-Jahren.
Jimmie Logsdon starb 2001. Seine letzten Jahre hatte er in Louisville verbracht, wo er sich sozial engagierte und Songs schrieb.

## Diskografie

### Singles
| Jahr             | Titel | Anmerkungen            |                 |
| Harvest Records  | Harvest Records | Harvest Records        | Harvest Records |
| ---------------- | --- | ---------------------- | --------------- |
| 195?             | It’s All Over (But the Shouting) / Road of Regret                                                                         |                        |                 |
| Decca Records    | |                        |                 |
| 1952             | I Wanna Be Mama’d / That’s When I Love You the Best                                                                       |                        |                 |
| 1953             | The Death of Hank Williams / Hank Williams Sings The Blues No More                                                        |                        |                 |
| 1953             | The Love You Gave to Me / As Long As We’re Together                                                                       |                        |                 |
|                  | Let’s Have a Happy Time / Where The Old Red River Flows                                                                   |                        |                 |
|                  | Papaya Mama / In The Mission of St. Augustine                                                                             |                        |                 |
|                  | Midnight Boogie / Good Deal Lucille                                                                                       |                        |                 |
|                  | These Lonesome Blues / My Sweet French Baby                                                                               |                        |                 |
| 1955?            | I’m Goin’ Back to Tennessee / You Ain’t Nothing But the Blues                                                             |                        |                 |
| Dot Records      | |                        |                 |
| 1956?            | Midnight Blues / Cold Cold Rain                                                                                           |                        |                 |
| Starday Records  | |                        |                 |
| 1957             | Can’t Make Up My Mind / No Longer Do I Cry                                                                                | als Jimmie Logsden [!] |                 |
| Roulette Records | |                        |                 |
| 1957             | Where the Rio De Rosa Flows / (We’ve Reached) The Beginning of the End                                                    | als Jimmy Lloyd        |                 |
| 1958             | I Got a Rocket In My Pocket / You’re Gone, Baby                                                                           | als Jimmy Lloyd        |                 |
| King Records     | |                        |                 |
|                  | EP - Mother’s Flower Garden - I Know You’re Married - I Know You’re Married But I Love You Still - Mother’s Flower Garden |                        |                 |
|                  | Life of Hank Williams, Part I / Life of Hank Williams, Part II                                                            |                        |                 |
|                  | Making Believe / I Guess I’ve Let You Down                                                                                |                        |                 |
|                  | Daddy Don’t You / The Loneliest Guy In Town                                                                               |                        |                 |
|                  | I’ve Got Over You / I Have To Laugh                                                                                       |                        |                 |

### Alben
- 1963: Howdy Neighbors
- 1969: Fireball Mail
- 1980: Doing It Hank’s Way
- 1981: Now and Then I Think of the 50’s
- 1993: I Got A Rocket In My Pocket (Bear Family)